# Mesoraphidia obliquivenatica
Mesoraphidia obliquivenatica là một loài côn trùng trong họ Mesoraphidiidae thuộc bộ Raphidioptera. Loài này được Ren miêu tả năm 1994.